# Thermoelektrisches Anemometer
Das thermoelektrische Anemometer ist ein meteorologisches Messinstrument.
Im Grunde ermittelt ein zweidimensionales thermoelektrisches Anemometer die Windrichtung und Windgeschwindigkeit auf eine ähnliche Weise wie unser Finger, den wir in den Wind halten. Durch den Wärmeabtransport der vorbeiströmenden Luft kühlt sich der Finger ab, wobei die Stärke der Abkühlung einen subjektiven Hinweis auf die Windgeschwindigkeit geben kann. Die Finger-Seite, die sich stärker abkühlt, zeigt uns ungefähr, von wo der Wind kommt. Objektiv und wesentlich genauer macht das auch ein thermoelektrisches Anemometer.
Das in der Regel bei einem thermoelektrischen Anemometer angewendete Messverfahren ist auch als Hitzdraht-Luftmassenmessung, Heißfilm-(Luft-)Massenmessung HFM, Hitzdraht-Anemometrie oder Heißfilm-Anemometrie bekannt und kam beispielsweise bei fast allen Dieselmotoren zur Ansaugluftmessung zum Einsatz.

## Konvektion
Die Heißfilm-Anemometrie nutzt als Messeffekt die Abkühlung, die die Oberfläche eines warmen Körpers in einem kälteren strömenden Medium erfährt.
Bei einem thermoelektrischen Anemometer ist dieser warme Körper ein Röhrchen und das vorbeiströmende Medium normale Luft. Die Wärmeübertragung, die dabei vom warmen Röhrchen zur Luft erfolgt, wird als erzwungene Konvektion bezeichnet. Konvektion ist immer mit einem Teilchentransport (z. B. Luftmoleküle) verbunden. Bei der erzwungenen Konvektion erfolgt der Teilchentransport durch Wind oder andere äußere Einwirkungen. Im Gegensatz zur freien oder auch natürlichen Konvektion, bei der sich die Luft am Röhrchen aufwärmt und aufgrund des Dichteunterschiedes zwischen warmer und kalter Luft von selbst aufsteigt. Zusammen mit erzwungener Konvektion tritt auch immer ein kleiner Anteil an freier Konvektion auf, der allerdings vernachlässigt werden kann. Die Menge, der durch erzwungene Konvektion abtransportierten Wärme hängt im Wesentlichen von den veränderlichen Größen Strömungsgeschwindigkeit, dem Druck (Dichte) und der Temperaturdifferenz zwischen dem Körper (Röhrchen) und dem Medium (Luft) ab.

## Messgröße
Bei einem Heißfilm-Anemometer bzw. Hitzdraht-Anemometer wird eine stromdurchflossene Sensorfläche oder ein Draht als Sonde eingesetzt und elektrisch erwärmt. Die für die Sonde verwendeten Materialien haben einen temperaturabhängigen Widerstand, der sich mit steigender Temperatur erhöht (PTC-Widerstand). Die elektrisch zugeführte Wärmeleistung wird von einer Strömung teilweise als Wärmeverlustleistung abtransportiert. Mit größer werdender Strömungsgeschwindigkeit erhöht sich auch der Wärmeverlust. Die elektrische Leistung kann daher als Messgröße für die Bestimmung der Strömungsgeschwindigkeit verwendet werden.
Zur Messung der strömungsbedingten Wärmeverlustleistung haben sich zwei Verfahren etabliert: die Konstant-Strom-Anemometrie (CCA – Constant Current Anemometry) und die Konstant-Temperatur-Anemometrie (CTA – Constant Temperature Anemometry).

## Konstant-Strom-Anemometrie (CCA – Constant Current Anemometry)
Bei der Konstant-Strom-Anemometrie wird der Heiz-Strom konstant gehalten und der Spannungsabfall am Widerstand gemessen. Die gemessene Spannung ist proportional zur Temperatur der Sonde. Mit steigender Strömungsgeschwindigkeit kühlt sich die Sonde weiter ab und die gemessene Spannung wird geringer. Ein Konstant-Strom-Anemometer ist einfach aufgebaut und eignet sich gut für die Messung von kleinen Strömungsgeschwindigkeiten; allerdings nimmt die Empfindlichkeit mit steigender Strömungsgeschwindigkeit stark ab.

## Konstant-Temperatur-Anemometrie (CTA – Constant Temperature Anemometry)
Das thermoelektrische Anemometer nutzt das Verfahren der Konstant-Temperatur-Anemometrie und arbeitet mit einer zur Umgebungstemperatur konstant gehaltenen Übertemperatur der Sensorfläche. Um eine konstante Übertemperatur einstellen zu können, muss zusätzlich die Umgebungstemperatur gemessen werden. Steigt die Strömungsgeschwindigkeit, wird der Strom erhöht, bis der strömungsbedingte Wärmeverlust kompensiert ist und die Temperatur der Sensorfläche wieder konstant über der Umgebungstemperatur liegt.

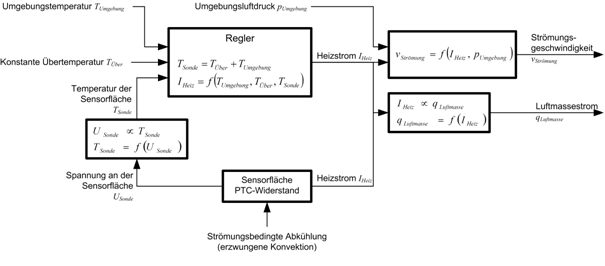
Abb. 1 schematischer Regelkreis der Constant Temperature Anemometry (CTA)

Mit der Messung der Umgebungstemperatur zur Regelung der Übertemperatur ist die Temperaturabhängigkeit der Konvektion bereits kompensiert und der gemessene elektrische Strom ein Maß für den Luftmassedurchfluss. Wird zusätzlich der Luftdruck und damit die Luftdichte gemessen, kann damit aus dem Luftmassedurchfluss die Strömungsgeschwindigkeit errechnet werden. Abb. 1 stellt den Regelkreis eines Konstant-Temperatur-Anemometers schematisch dar. Die Umsetzung eines Konstant-Temperatur-Anemometers ist technisch aufwendiger, ermöglicht aber eine empfindliche und genaue Strömungsmessung über einen großen Messbereich.

## Richtungsmessung
Für die einfache Strömungsmessung arbeiten Heißfilm-Anemometer in der Regel mit nur einem beheizten Widerstand und einem Temperatur-Sensor. Eine Richtungsmessung ist mit so einem in Abb. 2 schematisch dargestellten Heißfilm-Anemometer nicht möglich.

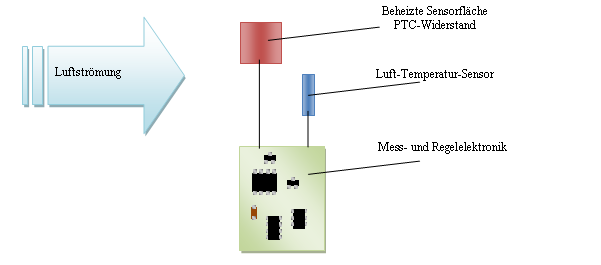
Abb. 2 Schematischer Aufbau eines einfachen Heißfilm-Anemometers

Das Abkühlverhalten einer Sensorfläche oder auch eines Drahtes ist allerdings abhängig von dem Anströmwinkel. So ist, wie in Abb. 3 dargestellt, der Wärmeverlust am größten, wenn die Fläche im rechten Winkel angeströmt wird.

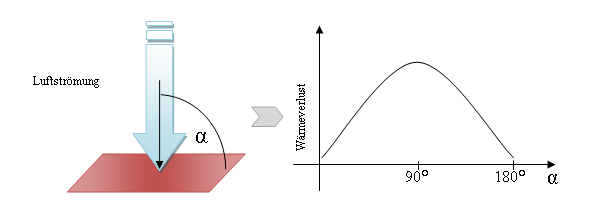
Abb. 3 Winkelabhängigkeit des Wärmeverlustes

Diesen Effekt nutzt das thermoelektrische Anemometer aus. Der Sensor arbeitet mit einem Sensorelement, das aus 4 einzelnen Sensorflächen besteht, die gleichmäßig auf dem Mantel eines Rohres angeordnet sind. Wird dieses, in Abb. 4 in Draufsicht dargestellte Sensorelement angeströmt, erfährt jede Sensorfläche einen anderen Wärmeverlust. Aus dem Verhältnis der jeweils den Sensorflächen nachgeführten Energie kann die Strömungsrichtung ermittelt werden. Die Summe der nachgeführten Energie aller Sensorflächen ist dabei unter Berücksichtigung des Luftdrucks das Maß für die Strömungsgeschwindigkeit.
Der in Abb. 4 gezeigte schematische Aufbau eines 2D-Heißfilm-Anemometers entspricht dem des thermoelektrischen Anemometers, der über einen integrierten Luftdruck-Sensor verfügt. Dadurch ist die Wind-Messung des Anemometers unabhängig von der Ortshöhe und dem vorherrschenden Luftdruck.

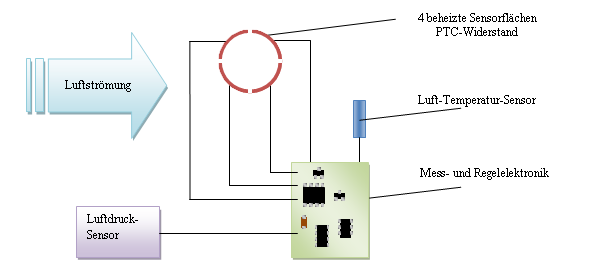
Abb. 4 Schematischer Aufbau des 2D-Heißfilm-Anemometers

## Zusammenfassung
Beim thermoelektrischen Anemometer werden vier Oberflächensegmente eines Röhrchens erwärmt und deren Abkühlverhalten in einer Strömung gemessen. Dabei ist die Gesamtabkühlung ein Maß für die Windgeschwindigkeit und die Verteilung der Temperatur auf der Röhrchenoberfläche ein Maß für die Windrichtung. Der Einfluss der Umgebungstemperatur und des Luftdrucks auf die Messung der Strömungsgeschwindigkeit wird durch integrierte Sensoren kompensiert, so ist ein universell einsetzbarer Sensor entstanden, der bei einem günstigen Preis-Leistungs-Verhältnis eine sehr hohe Messgenauigkeit und Messdynamik bietet.